# Poterie de Hassuna
La poterie de Hassuna ou céramique de Hassuna, y compris la poterie du proto-Hassuna, est une forme d'art céramique archaïque s'étant développée particulièrement au cours de la seconde moitié du septième millénaire avant notre ère, durant la période de Hassuna à laquelle elle a donné son nom, mais présente entre 7000 et 5900 ans environ.

## Toponymie
Le nom de la poterie tire son nom du site archéologique de Hassuna dans le nord de l'Irak à l'origine de la civilisation d'Hassuna, civilisation néolithique qui s'étendra que très peu autour du site et qui donnera naissance plus tard à la civilisation de Samarra.

## Localisation

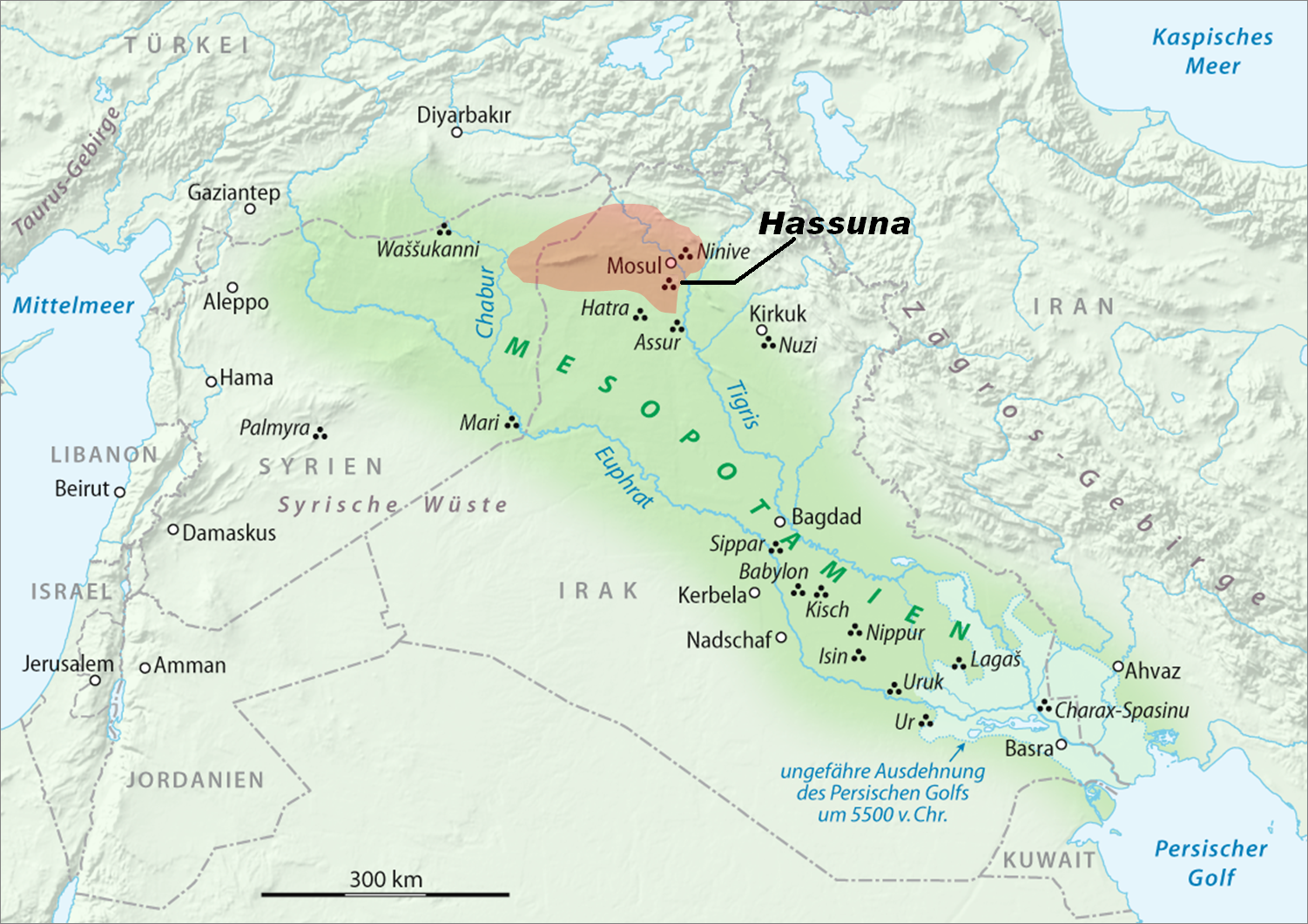
L'expansion de la culture d'Hassuna en Mésopotamie.

La poterie de Hassuna s'est développée dans le nord de l'Irak actuel. Le site archéologique de Hassuna se situe au sud de l'aire d'expansion de cette poterie comprenant entre autres Ninive et Yarim Tepe I. Elle apparait à la même période (s'étalant sur une période d'un millénaire) que les poteries d'Amuq B, de Samarra et du Susiane Archaïque 1 et 2.

## Caractéristiques
Les vases et les récipients sont décorés de deux façons : le décor peint et le décor incisé. Sur ces décors de démarquent les formes géométriques peintes ou incisées avant la cuisson, ou les deux. La forme de cette poterie est généralement globulaire avec un col de petite taille qu'on nomme bol tronconique. La technique de fabrication de cette poterie est très élémentaire mais est cependant très régulière avec une technique de modelage et de cuisson à point. Les caractéristiques de la poterie changent en fonction des niveaux d'où elles se situent sur le Tell Hassuna.

La peinture utilisée sur quelques de ces poteries est composée de pigments à base d'argile et d'hématite.

Poterie à décor incisé d'Hassuna au musée du Louvre
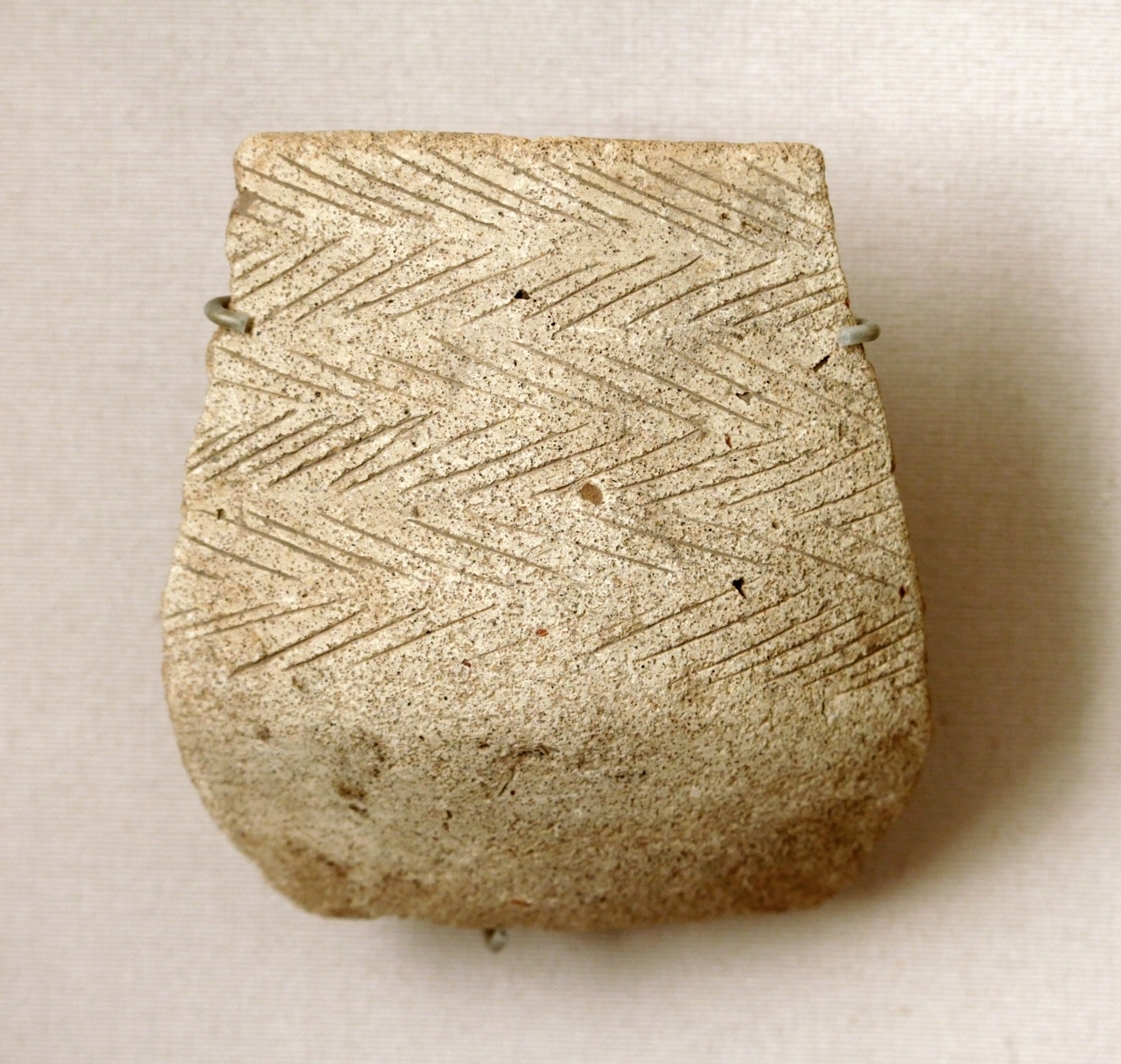
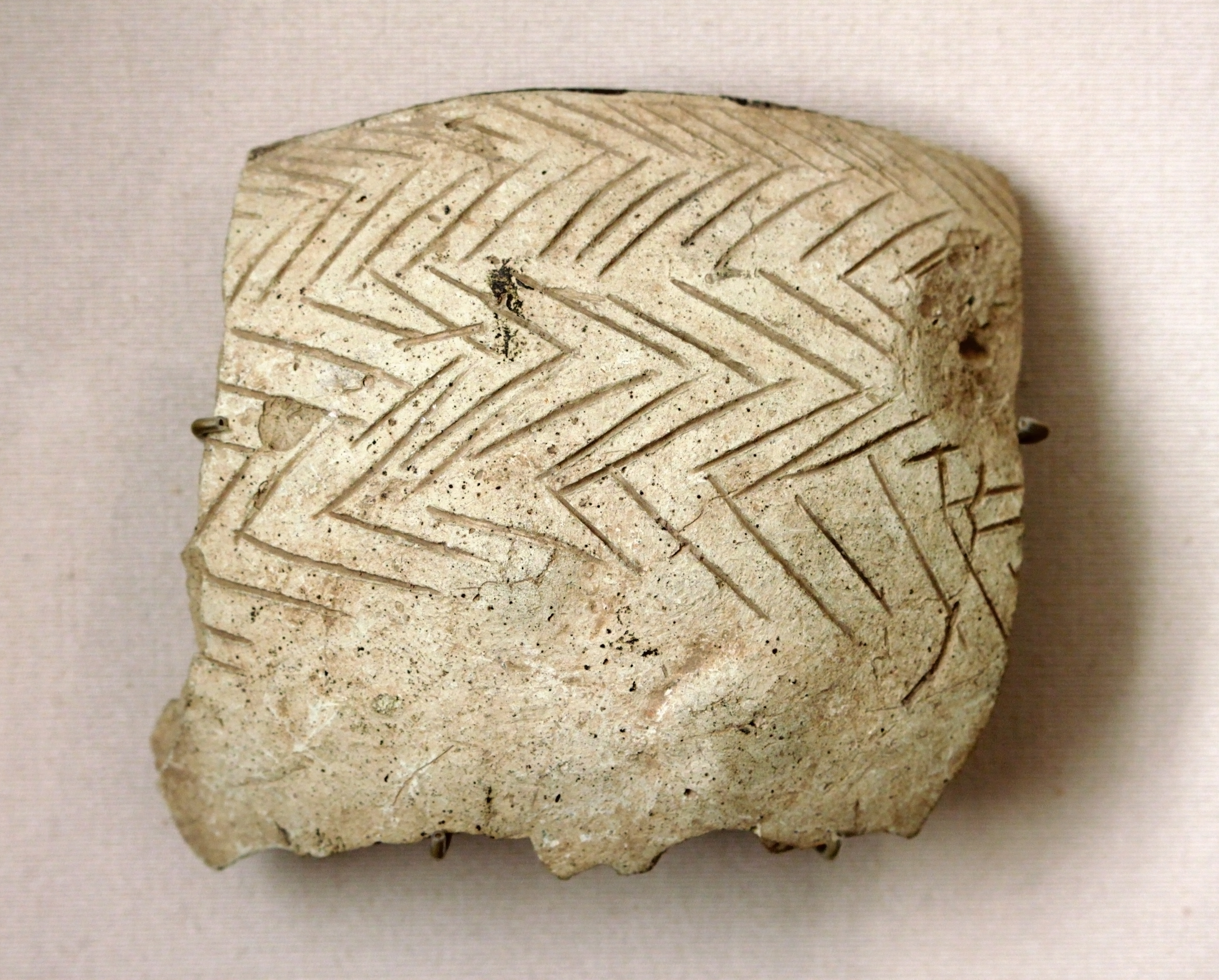
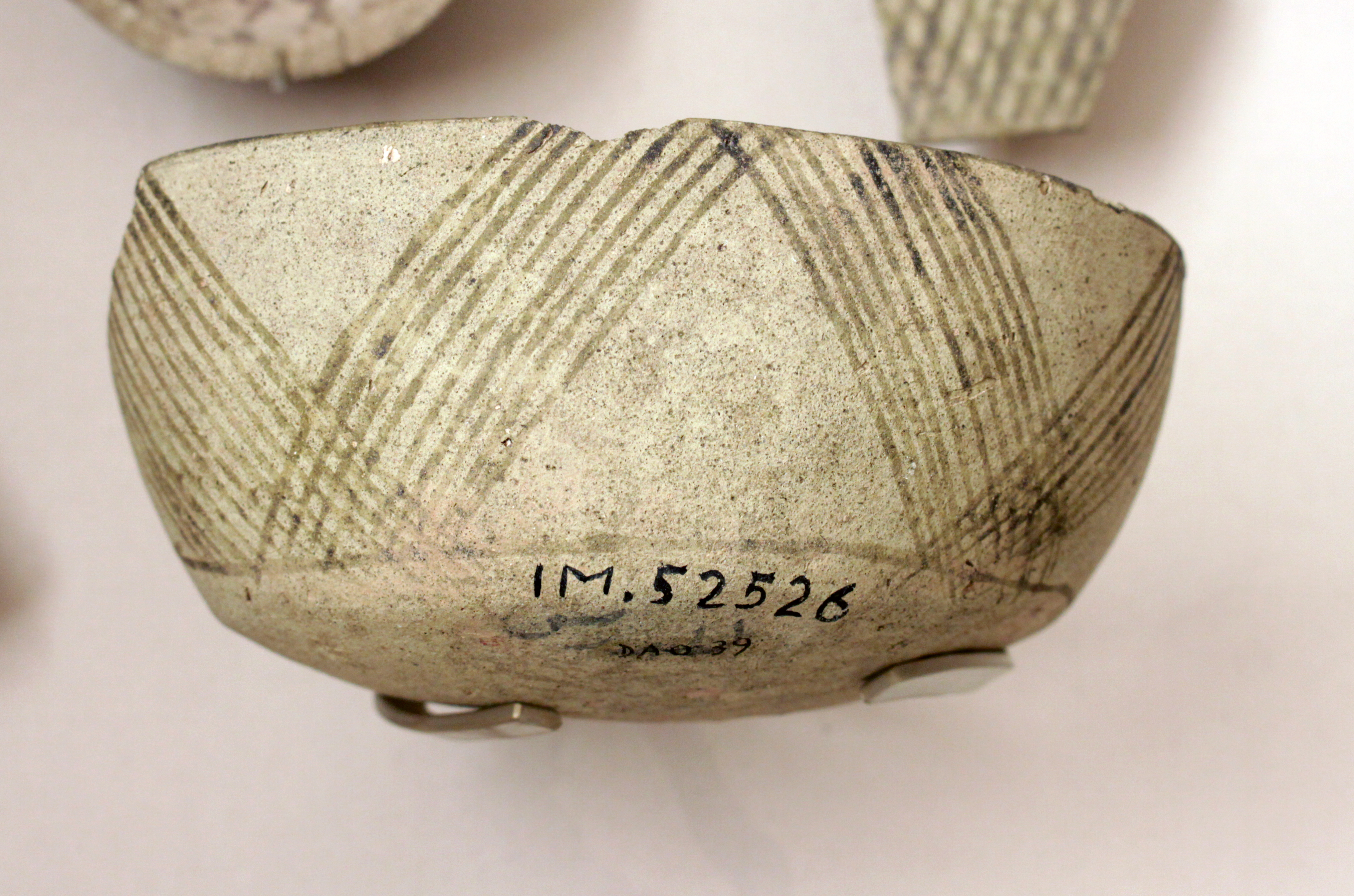
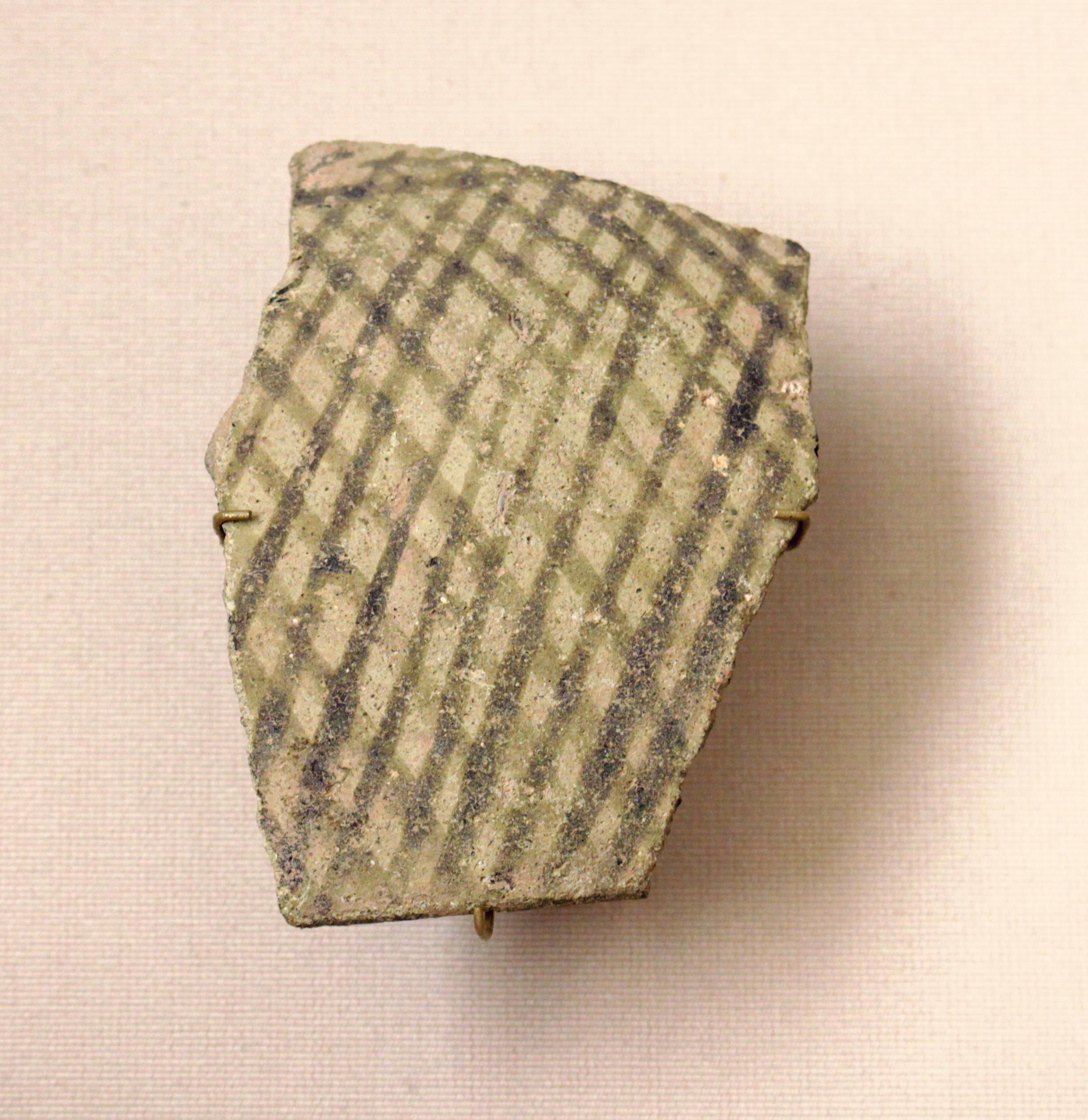
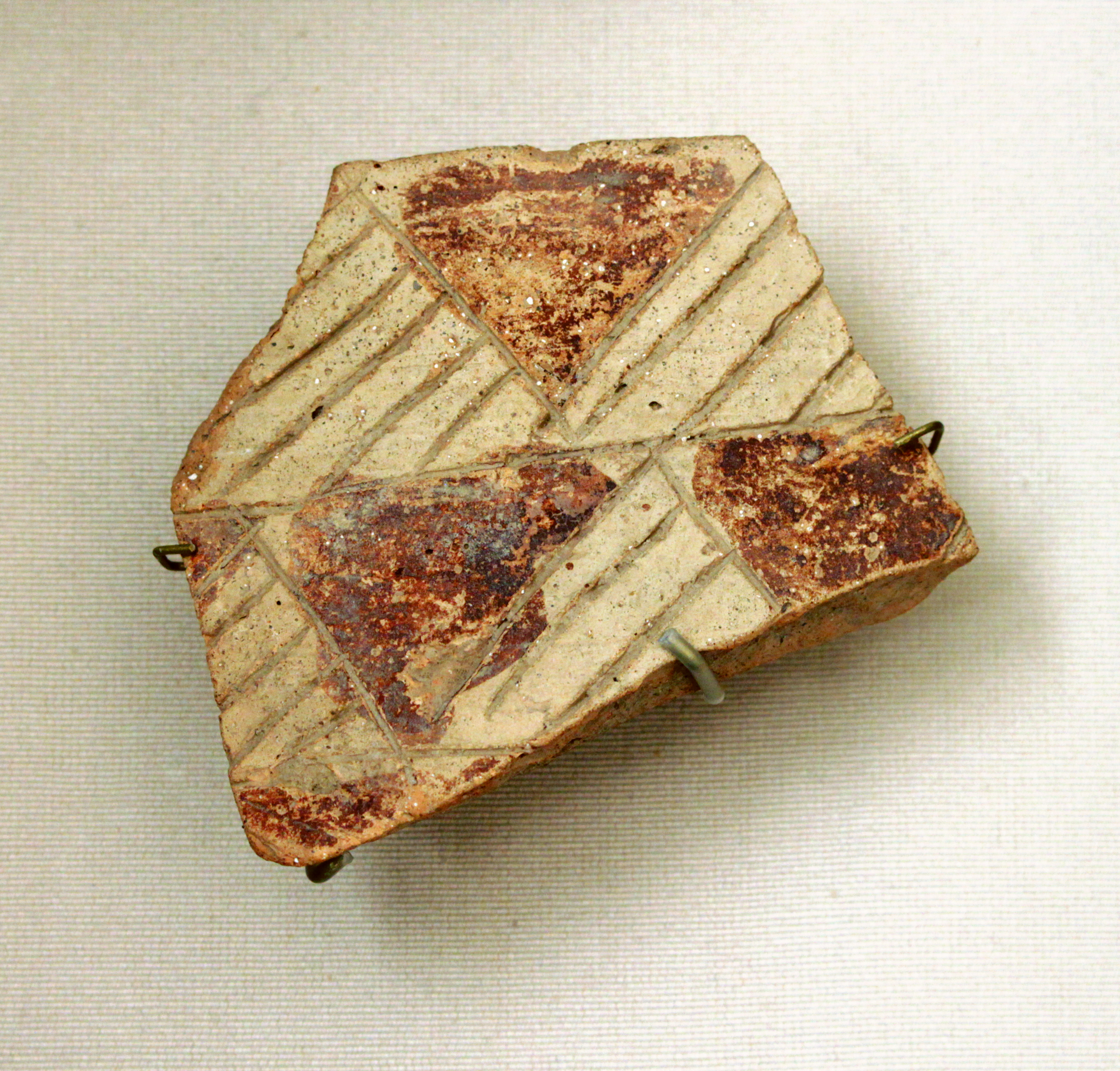

### Poterie de la phase A
Cette phase de la poterie de Hassuna est caractéristique des niveaux de Hassuna Ia, de Gird Ali Agha et de Matarrah et est caractérisée par une production massive de poterie de type grossière mélangée à de la paille, principalement sans décor et lustrés. C'est dans cette phase qu'on rencontre une poterie foncée lustrée qui pourrait être l'achèvement de la poterie d'Amuq A et B.

### Poterie de la phase B
C'est durant la phase B que commence à apparaitre la poterie de type grossière peinte dont la caractéristique est sans doute l'utilisation d'un dégraissant de sable. On retrouve cette phase à Hassuna Ib et II, à Ninive I et 2a, à Matarrah, à Tell as-Sawwan et probablement à Shimshara.

### Poterie de la phase C
Cette phase est très particulière parce qu'elle a lieu en même temps que la première phase de la poterie de Samarra et de l'avancée géographique de celle de Halaf, créant des variétés dans les poteries des trois civilisations et de leur culture. On retrouve cette poterie dans les niveaux III et IV de Hassuna, les niveaux supérieurs de Matarrah, à Tell al-Khan et à Shimshara.